# Bullet Proof (1920)
Bullet Proof (À Prova de Bala (título em Portugal) ) é um filme dos Estados Unidos de 1920, do gênero faroeste, dirigido por Lynn Reynolds e estrelado por Harry Carey. O estado de conservação é classificado como desconhecido, que sugere ser um filme perdido.

## Elenco
- Harry Carey - Pierre Winton
- William Ryno - Father Victor
- Fred Gamble - Father Jacques
- Kathleen O'Connor - Mary Brown
- J. Farrell MacDonald - Jim Boone
- Beatrice Burnham - Jackie Boone
- Robert McKenzie - Dick Wilbur (como Bob McKenzie)
- Joe Harris - Bandit
- C.E. Anderson - Bandit (como Captain Anderson)
- Charles Le Moyne - Bandit
- Robert McKim - McGuirk